# José Barrionuevo
José Barrionuevo Peña (Berja, Almería, 13 de marzo de 1942) es un expolítico español, ministro de Interior con el Partido Socialista Obrero Español desde 1982 a 1988 y ministro de Transportes, Turismo y Comunicaciones entre 1988 y 1991. En 1998 el Tribunal Supremo lo declaró culpable de diversos delitos como responsable de la «guerra sucia contra ETA» practicada por los Grupos Antiterroristas de Liberación (GAL).

## Biografía

### Vida personal
Es hijo del vizconde de Barrionuevo, título que heredó su hermana, muerta sin descendencia, y que ahora ostenta su hija, Marta Esperanza Barrionuevo Huélamo, IV vizcondesa de Barrionuevo. Está casado con Esperanza Huélamo y es padre de tres hijos.

### Trayectoria política
En su juventud y en la universidad fue miembro de la Asociación de Estudiantes Tradicionalistas, de ideología carlista. Estudió Derecho en la Universidad Complutense de Madrid y posteriormente se diplomó en periodismo, pero nunca ejerció esta profesión. Cuando terminó sus estudios de abogacía, fue jefe de gabinete del vicesecretario general del Movimiento. También fue director general adjunto de trabajo del Ministerio de Trabajo durante el período del mandato de Manuel Jiménez de Parga, obteniendo en su proximidad al régimen franquista una plaza en el Cuerpo Superior de Inspectores de Trabajo y Seguridad Social (ITSS), en el que a partir de 1979 quedaría en excedencia especial para ocupar cargos públicos.
Llegó al Partido Socialista Obrero Español desde Convergencia Socialista de Madrid, un partido de izquierdas que se fusionó con el PSOE en 1977. Formó parte del equipo de gobierno del Ayuntamiento de Madrid entre 1979 y 1982, con el alcalde Enrique Tierno Galván, ocupando el cargo de concejal de Seguridad.
En la formación del primer gobierno de Felipe González, fue nombrado ministro del interior el 3 de diciembre de 1982. Durante la legislatura de 1986, formó parte de las listas del PSOE por la circunscripción de Madrid, siendo escogido como diputado al Congreso, escaño que repitió en las elecciones de 1989, 1993 y 1996. En 1988, con motivo de una remodelación interna del gobierno, abandonó el Ministerio del Interior para ser nombrado ministro de Transporte, Turismo y Comunicaciones, cargo que ocupó hasta el final de la legislatura.
Como ministro del Interior, Barrionuevo acometió la reorganización de la antigua policía franquista, lo que llevó a la unificación del Cuerpo de Policía Nacional y del Cuerpo Superior de Policía en el actual Cuerpo Nacional de Policía (CNP). En febrero de 1983 impulsó el plan Zona Especial Norte que supuso un cambio en la política antiterrorista, con una importante reorganización de los servicios en el País Vasco y Navarra.

### Implicación en los GAL
En julio de 1998 fue condenado por la Sala Segunda del Tribunal Supremo a diez años de prisión y doce de inhabilitación absoluta por el secuestro del ciudadano hispano-francés Segundo Marey, reivindicado por la organización terrorista GAL, y por el delito de malversación de caudales públicos. Dicha sentencia fue ratificada en 2001 por el Tribunal Constitucional, que confirmó que tanto Barrionuevo como Rafael Vera impulsaron y financiaron las acciones de los GAL, siendo sus responsables de más alto nivel. Recibió un indulto parcial, que le redujo a un tercio la condena, y una modalidad especial de tercer grado penitenciario que le eximía de pernoctar en prisión.
En libertad desde diciembre de 1998, tras la suspensión provisional de la condena, solamente pasó tres meses en prisión. En 2004 fue puesto en libertad definitiva. En enero de 2010, el Tribunal Europeo de Derechos Humanos rechazó un recurso de Rafael Vera por posible «infracción del derecho de presunción de inocencia» y «falta de imparcialidad del juez instructor» en este proceso. Aunque el tribunal consideró que la imparcialidad del primer juez instructor Baltasar Garzón «podría estar en entredicho», la sentencia también aseguraba que este problema fue corregido por el Tribunal Supremo porque realizó una nueva instrucción del sumario, a cargo del juez Eduardo Móner.
Gracias al indulto que le concedió el gobierno pudo incorporarse de nuevo, tras más de veinte años, a su puesto como inspector del Ministerio de Trabajo hasta su jubilación. El propio Barrionuevo reconoció décadas después, en noviembre de 2022, que fue él quien ordenó la liberación de Segundo Marey tras ser secuestrado por terroristas del GAL, que a su vez eran miembros de los cuerpos y fuerzas de seguridad españoles, dependientes del Ministerio del Interior.